# لیپ‌موتور
لیپ‌موتور (به انگلیسی: Leapmotor) یک شرکت خودروسازی چینی است، که در سال ۲۰۱۵ تأسیس شد.